# Vodní elektrárna Freudenau
Vodní elektrárna Freudenau, německy Kraftwerk Freudenau nebo Donaukraftwerk Freudenau, se nachází na řece Dunaj v Donaustadt (22. městský obvod Vídně) v Rakousku.

## Galerie

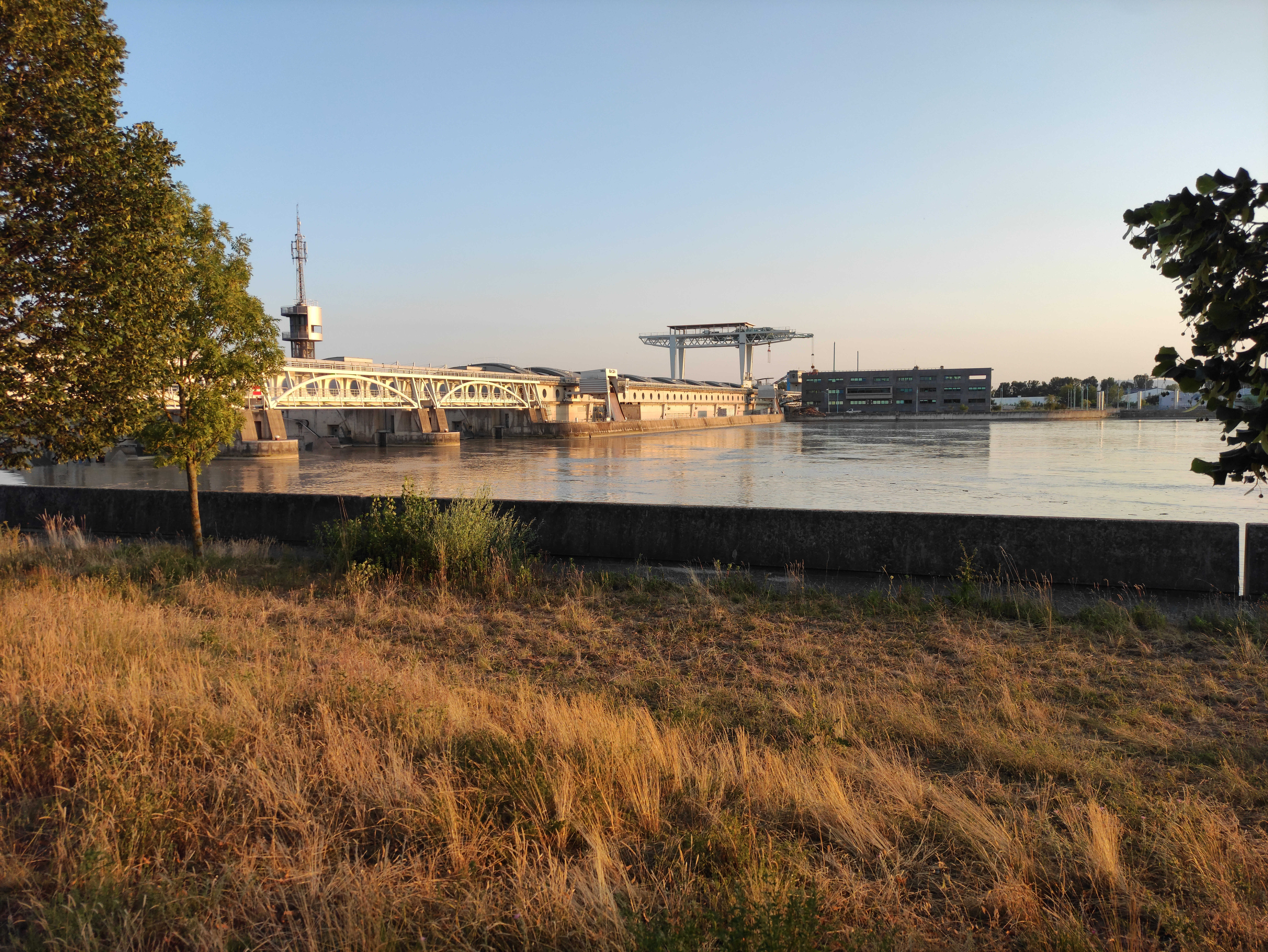
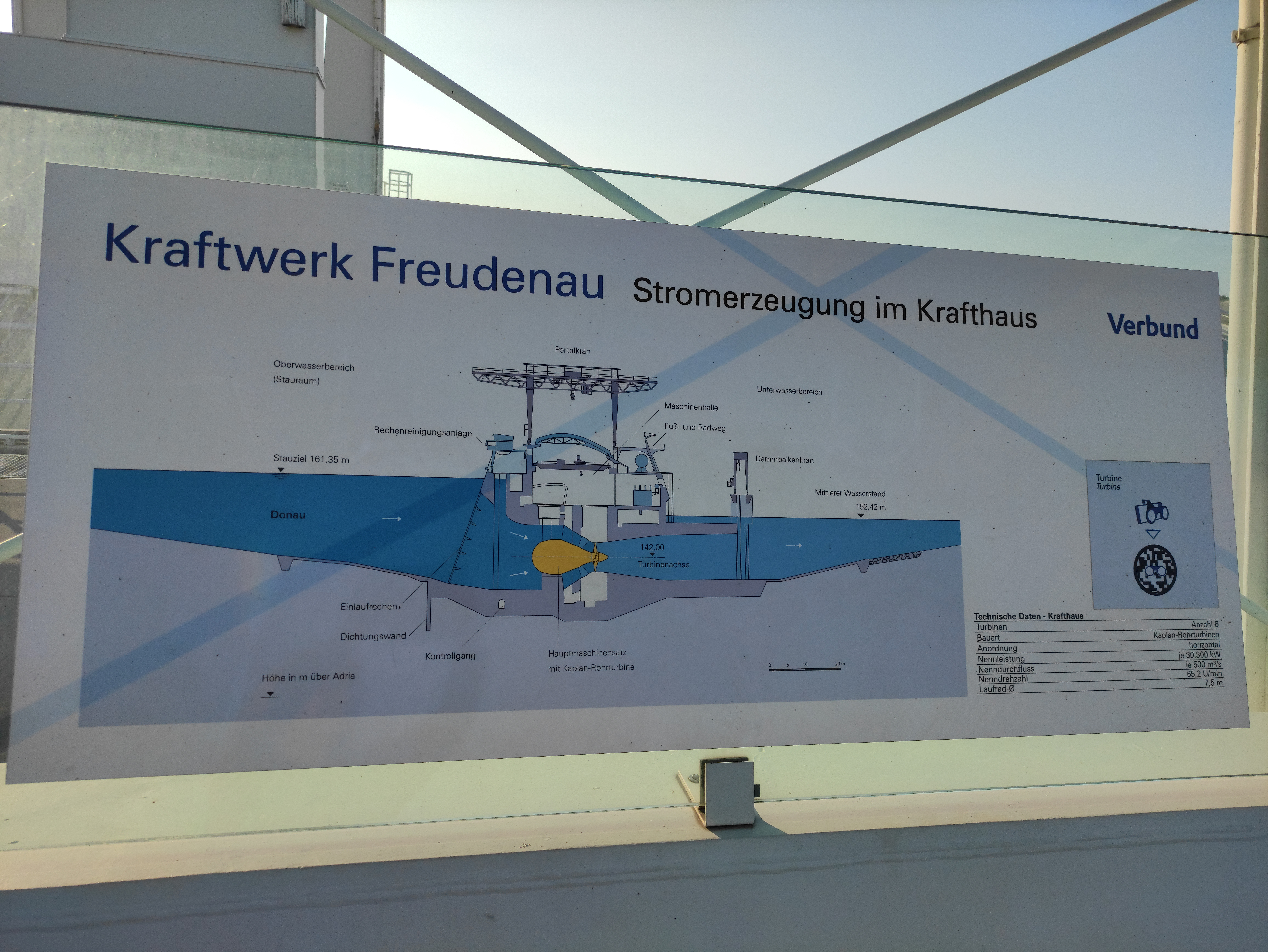
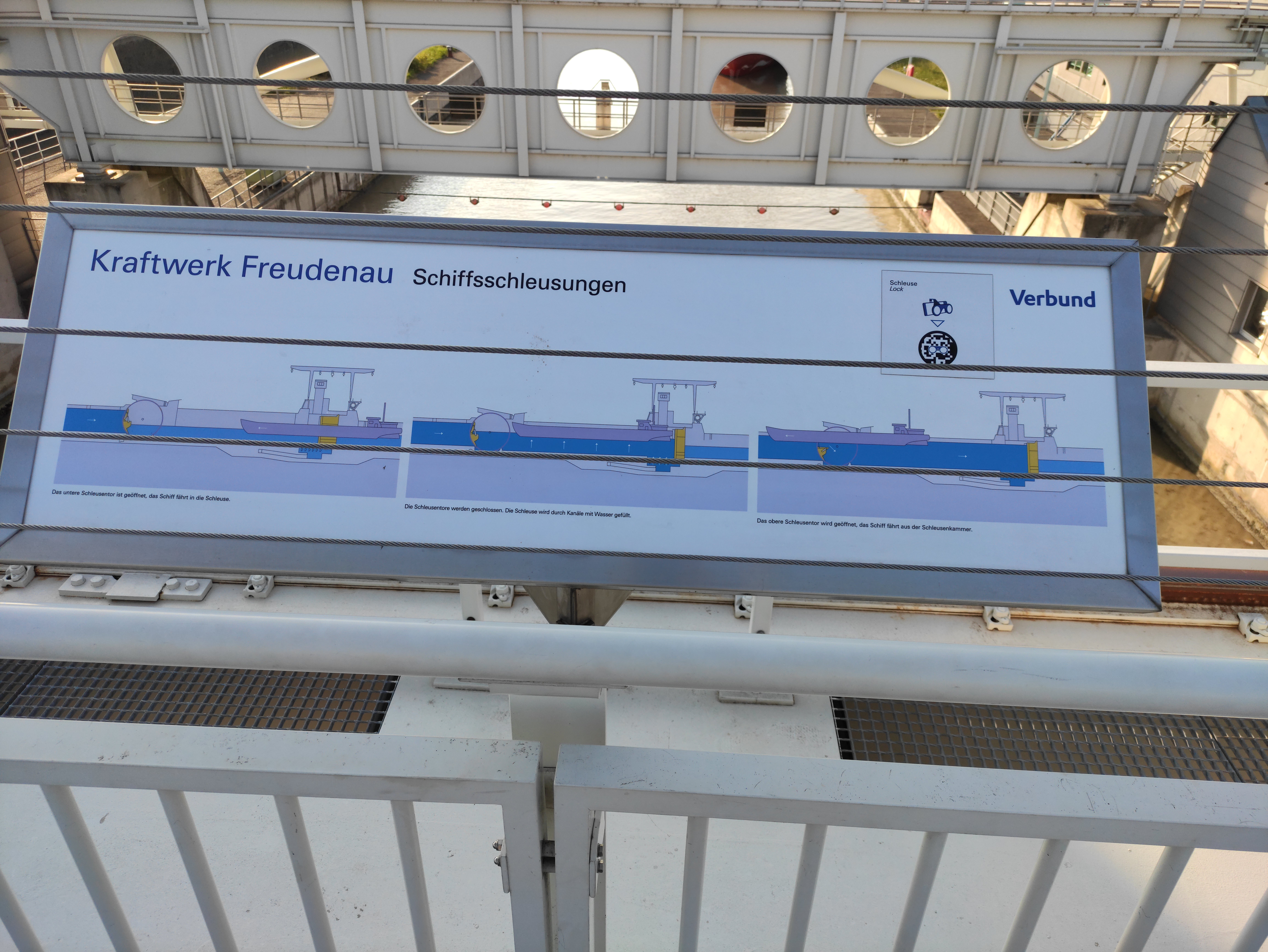
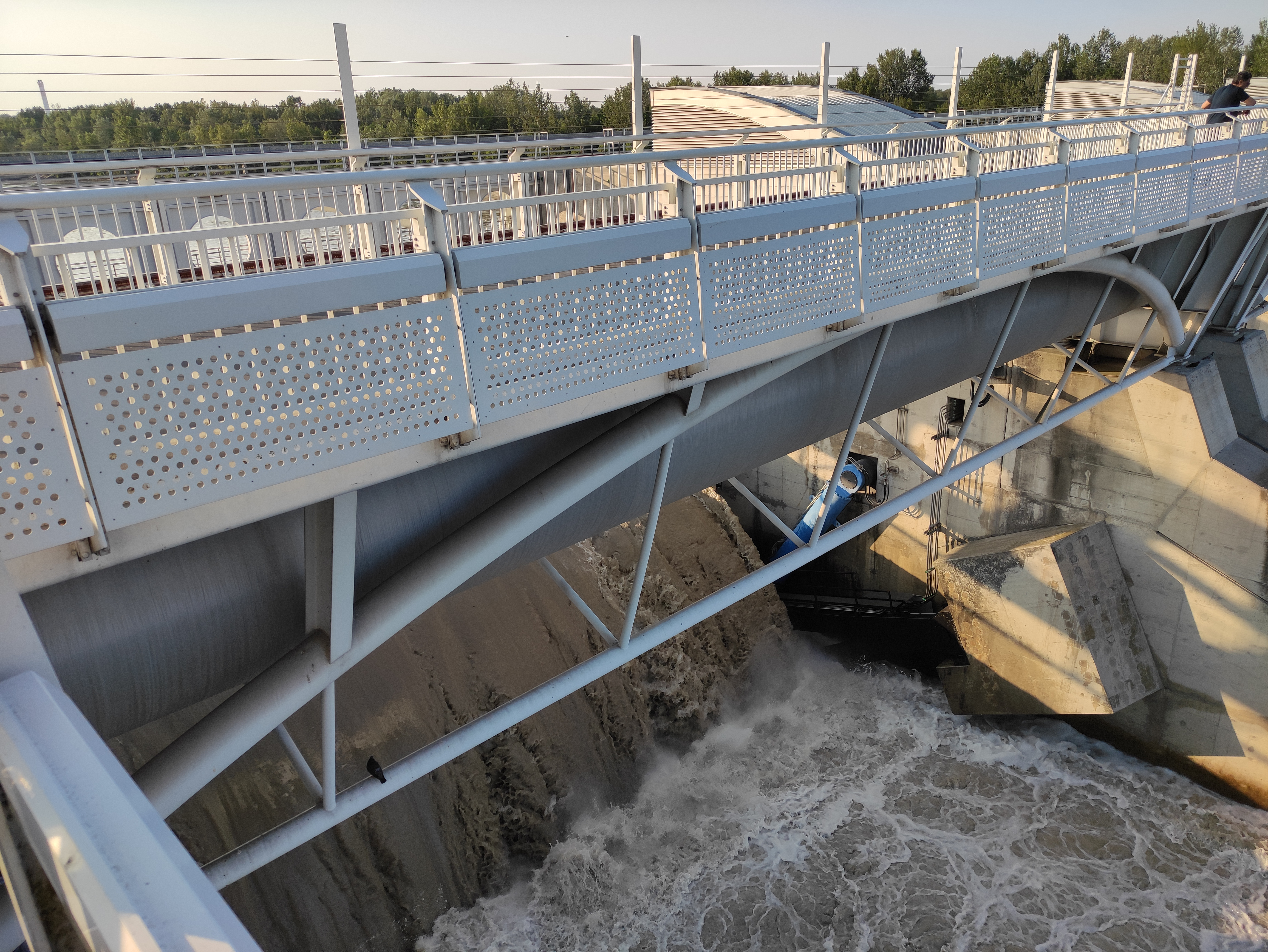
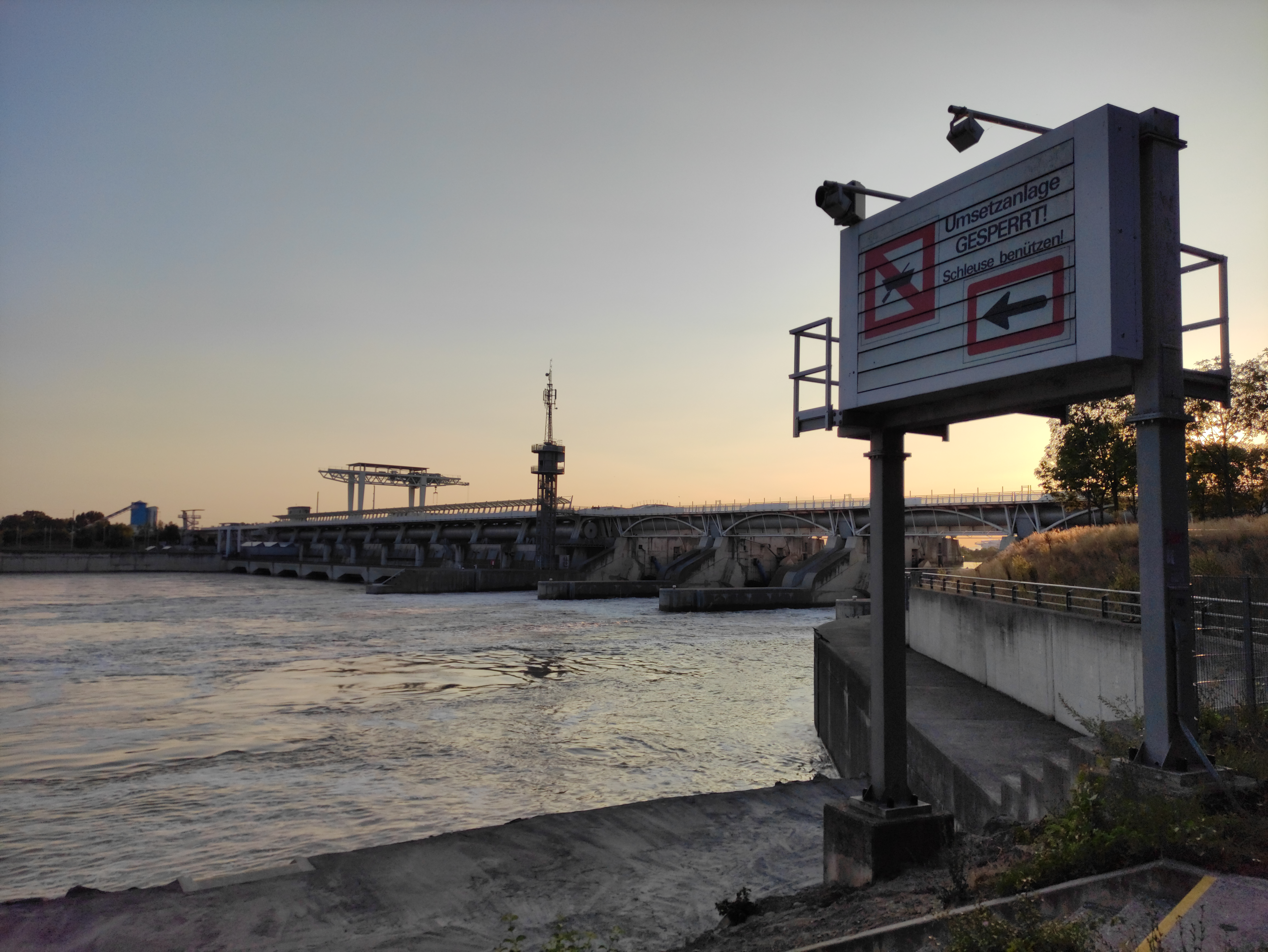
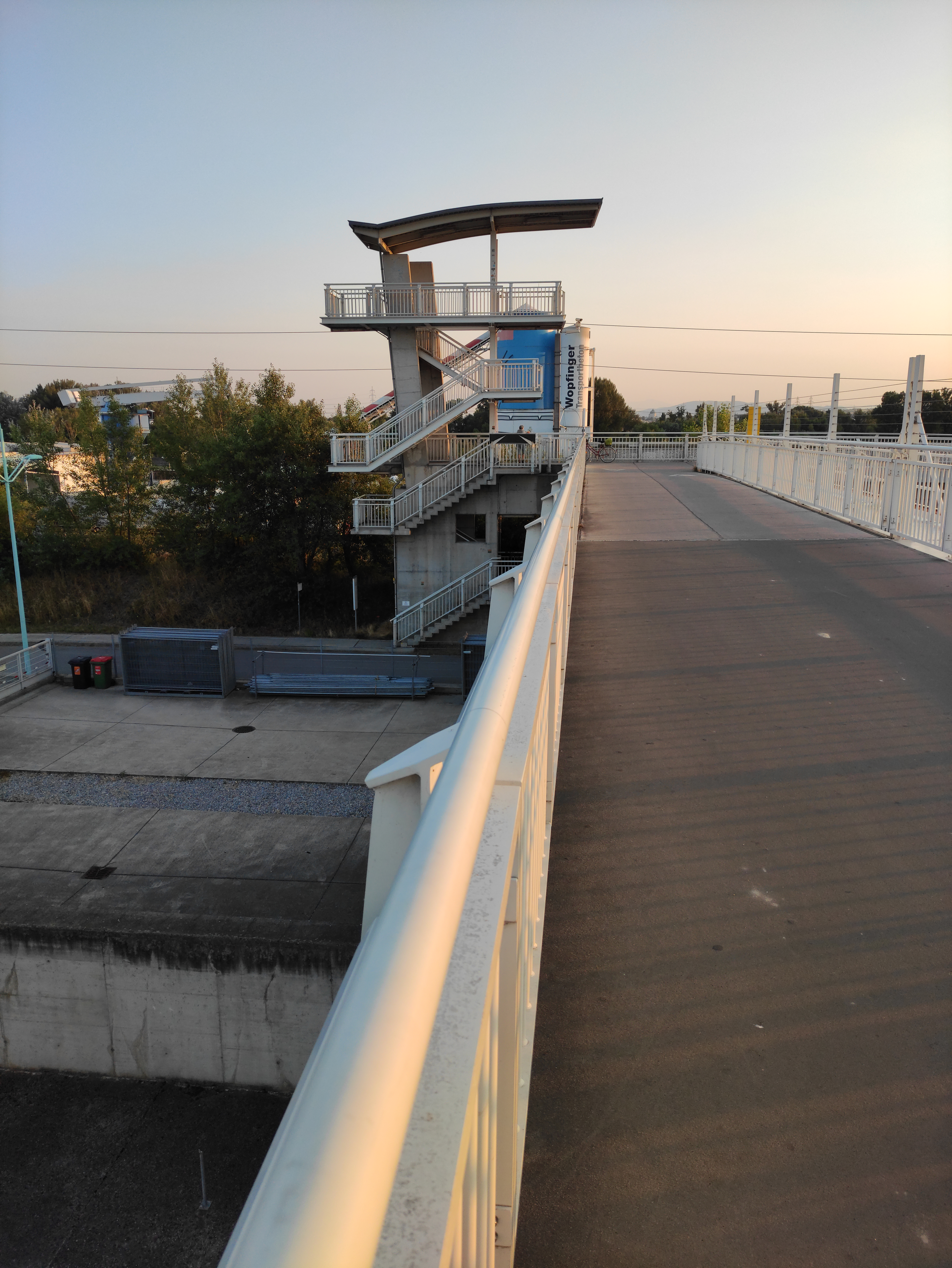
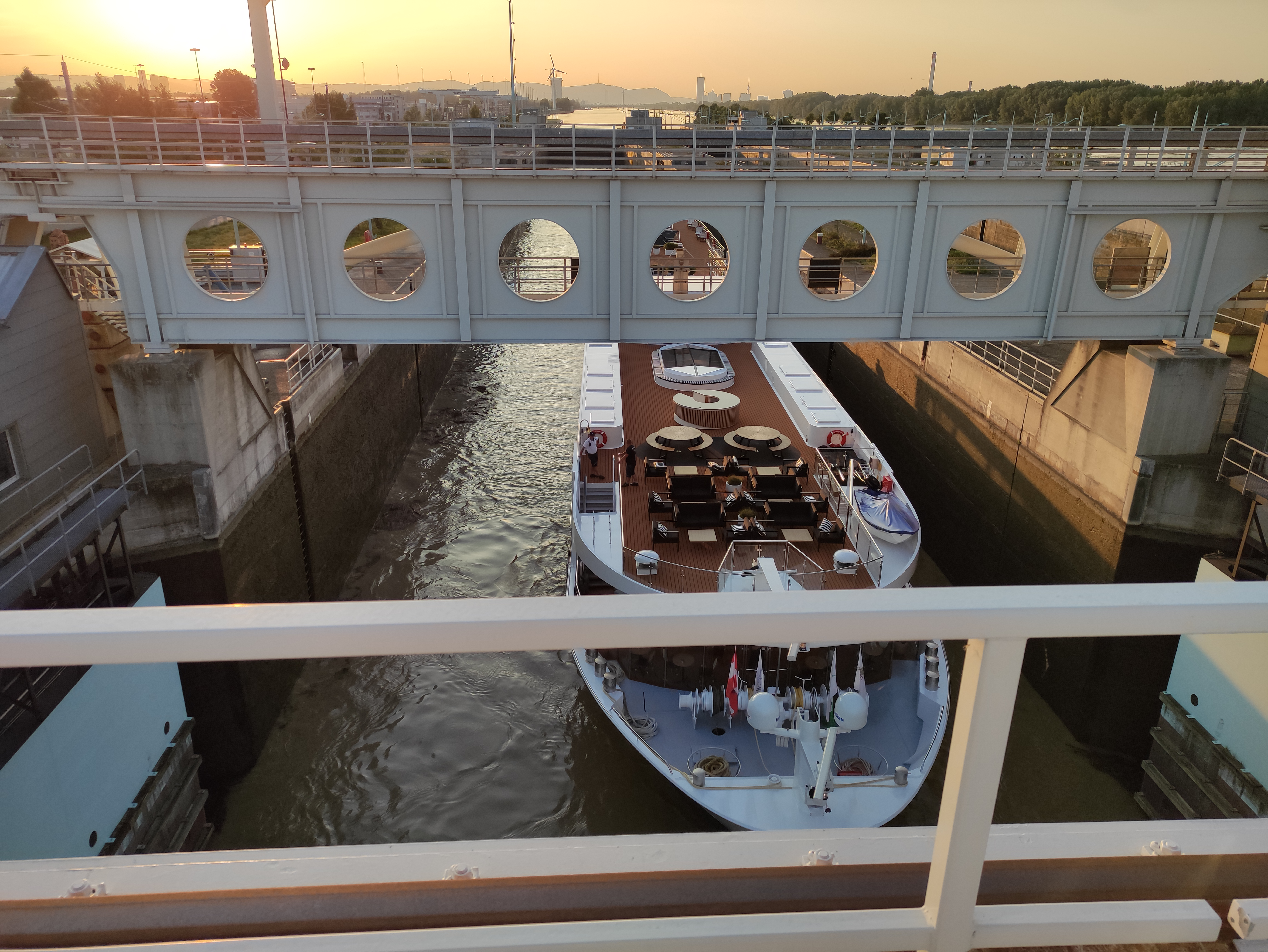
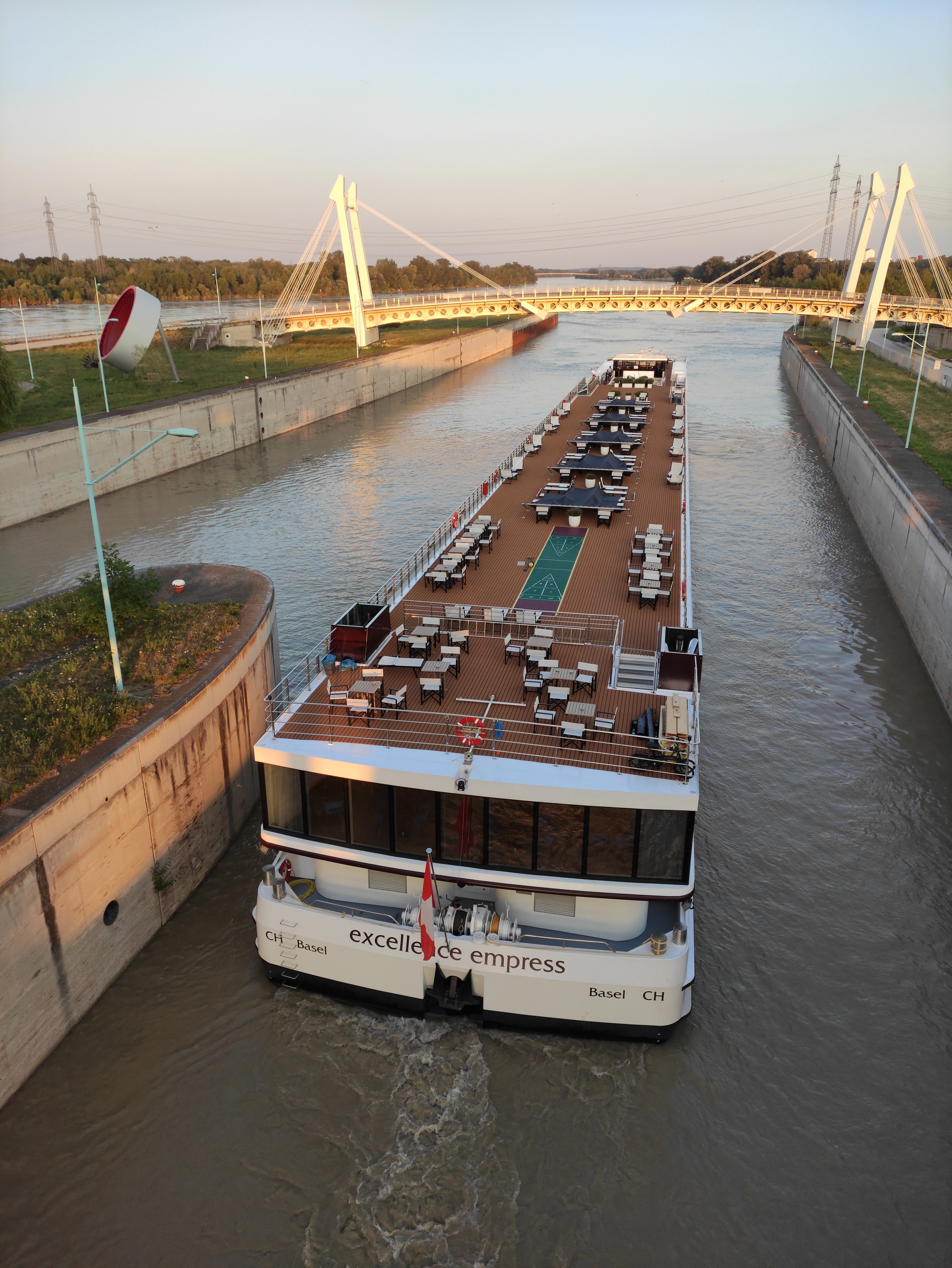
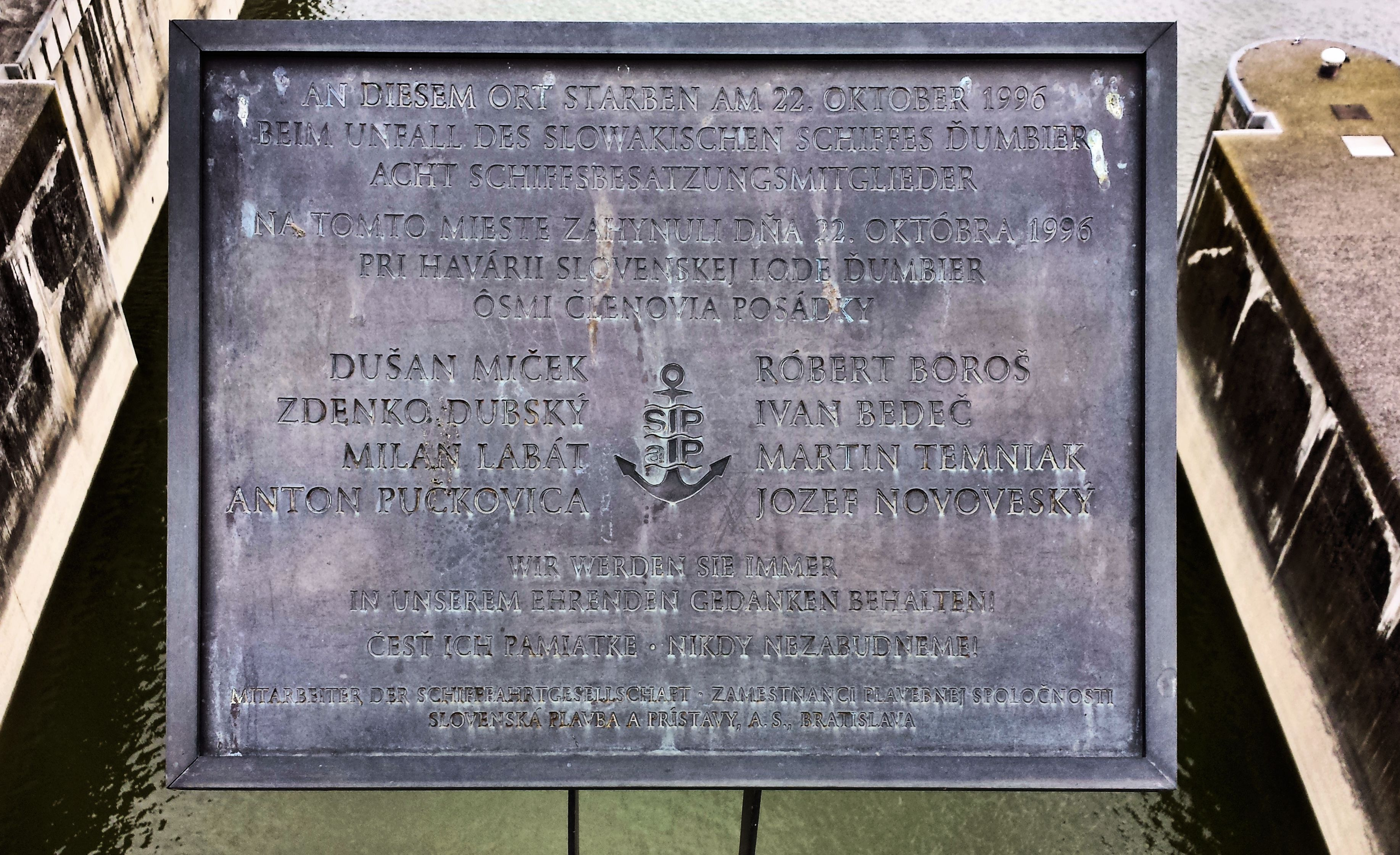

## Další informace
Vodní elektrárna Freudenau je průtočná elektrárna, která je desátou a poslední rakouskou elektrárnou na řece Dunaj. Nachází se na 1921,05 km Dunaje. Energii vyrábí šest Kaplanových turbín. Výstavba byla zahájena v roce 1992 a dokončena v roce 1998. V pravé části hráze jsou dvě plavební komory pro říční lodě a v levé části je jez a budovy vodní elektrárny. Přehrazení má šířku 270 m. Hráz elektrárny slouží také jako most pro chodce a cyklisty, který vede na populární ostrov Donauinsel. Dne 22. října 1996 došlo, v ještě nedostavěné elektrárně, k tragické havárii způsobené slovenskou lodí Ďumbier.

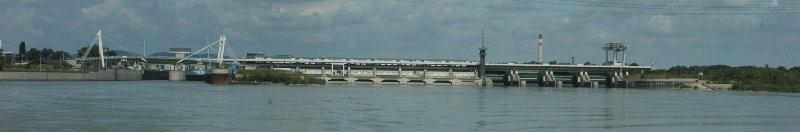